# Élections législatives de 1876 dans la Seine-Inférieure
Les élections législatives de 1876 ont eu lieu les 20 février et 5 mars.

## Résultats à l'échelle du département
| Partis         | Partis                            | Premier tour | Premier tour | Deuxième tour | Deuxième tour | Sièges |
| Partis         | Partis                            | Voix         | %            | Voix          | %             | Sièges |
| -------------- | --------------------------------- | ------------ | ------------ | ------------- | ------------- | ------ |
|                | Centre droit, Constitutionnels    | 42 439       | 30,70        | 11 862        | 41,80         | 3      |
|                | Gauche républicaine, Républicains | 37 882       | 27,40        | 3 787         | 13,35         | 2      |
|                | Centre gauche                     | 33 112       | 23,95        | 5 394         | 19,01         | 4      |
|                | Bonapartistes                     | 13 069       | 9,45         |               |               | 1      |
|                | Union républicaine                | 6 481        | 4,69         | 7 332         | 25,84         | 1      |
|                | Légitimistes                      | 5 275        | 3,82         |               |               | 1      |
|                |                                   |              |              |               |               |        |
| Inscrits       | Inscrits                          | 185 103      | 100,00       | 43 977        | 100,00        | 11     |
| Votants        | Votants                           | 140 512      | 75,91        | 29 508        | 67,10         |        |
| Abstentions    | Abstentions                       | 44 591       | 24,09        | 14 469        | 32,90         |        |
| Blancs et nuls | Blancs et nuls                    | 2 254        | 1,60         | 1 133         | 3,84          |        |
| Exprimés       | Exprimés                          | 138 258      | 98,40        | 28 375        | 96,16         |        |

## Résultats par arrondissement

### Arrondissement de Dieppe

#### 1recirconscription
| Candidats      | Candidats      | Étiquette       | Premier tour | Premier tour |
| Candidats      | Candidats      | Étiquette       | Voix         | %            |
| -------------- | -------------- | --------------- | ------------ | ------------ |
|                | David Lanel    | Centre gauche   | 5 553        | 52,96        |
|                | Estancelin     | Constitutionnel | 4 933        | 47,04        |
|                |                |                 |              |              |
| Inscrits       | Inscrits       | Inscrits        | 13 398       | 100,00       |
| Votants        | Votants        | Votants         | 10 559       | 78,81        |
| Abstention     | Abstention     | Abstention      | 2 839        | 21,19        |
| Blancs et nuls | Blancs et nuls | Blancs et nuls  | 73           | 0,69         |
| Exprimés       | Exprimés       | Exprimés        | 10 486       | 99,31        |

#### 2ecirconscription
| Candidats      | Candidats           | Étiquette      | Premier tour | Premier tour |
| Candidats      | Candidats           | Étiquette      | Voix         | %            |
| -------------- | ------------------- | -------------- | ------------ | ------------ |
|                | Armand Le Bourgeois | Centre droit   | 5 716        | 52,12        |
|                | Cruzel              | Républicain    | 5 251        | 47,88        |
|                |                     |                |              |              |
| Inscrits       | Inscrits            | Inscrits       | 14 112       | 100,00       |
| Votants        | Votants             | Votants        | 11 024       | 78,12        |
| Abstention     | Abstention          | Abstention     | 3 088        | 21,88        |
| Blancs et nuls | Blancs et nuls      | Blancs et nuls | 57           | 0,52         |
| Exprimés       | Exprimés            | Exprimés       | 10 967       | 99,48        |

### Arrondissement du Havre

#### 1recirconscription
| Candidats      | Candidats          | Étiquette          | Premier tour | Premier tour | Deuxième tour | Deuxième tour |
| Candidats      | Candidats          | Étiquette          | Voix         | %            | Voix          | %             |
| -------------- | ------------------ | ------------------ | ------------ | ------------ | ------------- | ------------- |
|                | Jules Le Cesne     | Centre gauche      | 5 648        | 44,66        | 7 332         | 100,00        |
|                | Félix Faure        | Centre gauche      | 2 540        | 20,08        |               |               |
|                | Constantin Bazan   | Républicain modéré | 2 262        | 17,88        |               |               |
|                | Émile Masquelier   | Centre droit       | 1 365        | 10,79        |               |               |
|                | Pierre Escarraguel | Union républicaine | 833          | 6,59         |               |               |
|                |                    |                    |              |              |               |               |
| Inscrits       | Inscrits           | Inscrits           | 16 597       | 100,00       | 16 597        | 100,00        |
| Votants        | Votants            | Votants            | 12 887       | 77,65        | 8 362         | 50,38         |
| Abstention     | Abstention         | Abstention         | 3 710        | 22,35        | 8 235         | 49,62         |
| Blancs et nuls | Blancs et nuls     | Blancs et nuls     | 239          | 1,85         | 1 030         | 12,32         |
| Exprimés       | Exprimés           | Exprimés           | 12 648       | 98,15        | 7 332         | 87,68         |

Il s'agit de la première élection nationale de Félix Faure. Il se présente comme candidat du Centre gauche sans le soutien du Comité républicain qui se divise sur les candidatures de Jules Le Cesne, proche de l'Union républicaine, et de Constantin Bazan, proche de la Gauche républicaine. Les différences programmatiques sont faibles mais les personnalités et la différence de génération, Bazan ayant participé à la Seconde République localement. Faure à l'inverse refuse de parler de laïcité et ne veut pas de la séparation des Églises et de l'État. Il est aussi pour limiter la gratuité de l'école aux moins aisés. Malgré son isolement, il obtient un score conséquent grâce à l'appui d'un des deux grands journaux locaux dont il a acheter plusieurs milliers de numéros pendant la campagne en tissant un important réseau. Pierre Escarraguel est choisi par les intransigeants. Il est l'ancien dirigeant de la Solidarité républicaine à Bordeaux avec une importante fortune. La victoire de Lecesne s'explique par sa proximité avec Gambetta, par son passé d'opposant sous l'Empire ainsi que par sa personnalité.

#### 2ecirconscription
| Candidats      | Candidats         | Étiquette                | Premier tour | Premier tour | Deuxième tour | Deuxième tour |
| Candidats      | Candidats         | Étiquette                | Voix         | %            | Voix          | %             |
| -------------- | ----------------- | ------------------------ | ------------ | ------------ | ------------- | ------------- |
|                | Médéric Deschamps | Républicain conservateur | 3 854        | 42,80        | 3 787         | 41,12         |
|                | Aimé Dubois       | Centre droit             | 3 821        | 42,44        | 5 422         | 58,88         |
|                | Auguste Corneille | Bonapartiste             | 1 329        | 14,76        |               |               |
|                |                   |                          |              |              |               |               |
| Inscrits       | Inscrits          | Inscrits                 | 11 425       | 100,00       | 11 425        | 100,00        |
| Votants        | Votants           | Votants                  | 9 011        | 78,87        | 9 244         | 80,91         |
| Abstention     | Abstention        | Abstention               | 2 414        | 21,13        | 2 181         | 19,09         |
| Blancs et nuls | Blancs et nuls    | Blancs et nuls           | 7            | 0,08         | 35            | 0,38          |
| Exprimés       | Exprimés          | Exprimés                 | 9 004        | 99,92        | 9 209         | 99,62         |

#### 3ecirconscription
| Candidats      | Candidats                  | Étiquette      | Premier tour | Premier tour |
| Candidats      | Candidats                  | Étiquette      | Voix         | %            |
| -------------- | -------------------------- | -------------- | ------------ | ------------ |
|                | Henri Le Vaillant du Douët | Légitimiste    | 5 275        | 51,06        |
|                | Séry                       | Républicain    | 5 056        | 48,94        |
|                |                            |                |              |              |
| Inscrits       | Inscrits                   | Inscrits       | 13 903       | 100,00       |
| Votants        | Votants                    | Votants        | 10 398       | 74,79        |
| Abstention     | Abstention                 | Abstention     | 3 505        | 25,21        |
| Blancs et nuls | Blancs et nuls             | Blancs et nuls | 67           | 0,64         |
| Exprimés       | Exprimés                   | Exprimés       | 10 331       | 99,36        |

### Arrondissement de Neufchâtel
| Candidats      | Candidats      | Étiquette      | Premier tour | Premier tour |
| Candidats      | Candidats      | Étiquette      | Voix         | %            |
| -------------- | -------------- | -------------- | ------------ | ------------ |
|                | Jules Thiessé  | Centre gauche  | 10 391       | 60,24        |
|                | Des Roys       | Centre droit   | 6 859        | 39,76        |
|                |                |                |              |              |
| Inscrits       | Inscrits       | Inscrits       | 21 688       | 100,00       |
| Votants        | Votants        | Votants        | 17 326       | 79,89        |
| Abstention     | Abstention     | Abstention     | 4 362        | 20,11        |
| Blancs et nuls | Blancs et nuls | Blancs et nuls | 76           | 0,44         |
| Exprimés       | Exprimés       | Exprimés       | 17 250       | 99,56        |

### Arrondissement de Rouen

#### 1recirconscription
| Candidats      | Candidats      | Étiquette           | Premier tour | Premier tour |
| Candidats      | Candidats      | Étiquette           | Voix         | %            |
| -------------- | -------------- | ------------------- | ------------ | ------------ |
|                | Louis Desseaux | Gauche républicaine | 10 109       | 70,17        |
|                | A. P. Taillet  | Centre droit        | 4 298        | 29,83        |
|                |                |                     |              |              |
| Inscrits       | Inscrits       | Inscrits            | 18 771       | 100,00       |
| Votants        | Votants        | Votants             | 14 594       | 77,75        |
| Abstention     | Abstention     | Abstention          | 4 177        | 22,25        |
| Blancs et nuls | Blancs et nuls | Blancs et nuls      | 187          | 1,28         |
| Exprimés       | Exprimés       | Exprimés            | 14 407       | 98,72        |

#### 2ecirconscription
| Candidats      | Candidats        | Étiquette          | Premier tour | Premier tour |
| Candidats      | Candidats        | Étiquette          | Voix         | %            |
| -------------- | ---------------- | ------------------ | ------------ | ------------ |
|                | Lucien Dautresme | Union républicaine | 10 117       | 67,69        |
|                | Léon Sevaistre   | Centre droit       | 4 828        | 32,31        |
|                |                  |                    |              |              |
| Inscrits       | Inscrits         | Inscrits           | 20 568       | 100,00       |
| Votants        | Votants          | Votants            | 15 024       | 73,05        |
| Abstention     | Abstention       | Abstention         | 5 544        | 26,95        |
| Blancs et nuls | Blancs et nuls   | Blancs et nuls     | 79           | 0,53         |
| Exprimés       | Exprimés         | Exprimés           | 14 945       | 99,47        |

#### 3ecirconscription
| Candidats      | Candidats          | Étiquette      | Premier tour | Premier tour |
| Candidats      | Candidats          | Étiquette      | Voix         | %            |
| -------------- | ------------------ | -------------- | ------------ | ------------ |
|                | Richard Waddington | Centre gauche  | 11 521       | 68,93        |
|                | Bezuel d'Esneval   | Centre droit   | 5 192        | 31,07        |
|                |                    |                |              |              |
| Inscrits       | Inscrits           | Inscrits       | 23 445       | 100,00       |
| Votants        | Votants            | Votants        | 16 781       | 71,58        |
| Abstention     | Abstention         | Abstention     | 6 664        | 28,42        |
| Blancs et nuls | Blancs et nuls     | Blancs et nuls | 68           | 0,41         |
| Exprimés       | Exprimés           | Exprimés       | 16 713       | 99,59        |

### Arrondissement de Yvetot

#### 1recirconscription
| Candidats      | Candidats              | Étiquette      | Premier tour | Premier tour | Deuxième tour | Deuxième tour |
| Candidats      | Candidats              | Étiquette      | Voix         | %            | Voix          | %             |
| -------------- | ---------------------- | -------------- | ------------ | ------------ | ------------- | ------------- |
|                | Roger Anisson-Duperron | Centre droit   | 5 427        | 45,75        | 6 440         | 54,42         |
|                | Blanquart De Bailleul  | Bonapartiste   | 3 328        | 28,06        |               |               |
|                | Jules Masurier         | Centre gauche  | 3 107        | 26,19        | 5 394         | 45,58         |
|                |                        |                |              |              |               |               |
| Inscrits       | Inscrits               | Inscrits       | 15 955       | 100,00       | 15 955        | 100,00        |
| Votants        | Votants                | Votants        | 12 074       | 75,68        | 11 902        | 74,60         |
| Abstention     | Abstention             | Abstention     | 3 881        | 24,32        | 4 052         | 25,40         |
| Blancs et nuls | Blancs et nuls         | Blancs et nuls | 212          | 1,76         | 68            | 0,57          |
| Exprimés       | Exprimés               | Exprimés       | 11 862       | 98,24        | 11 834        | 99,43         |

#### 2ecirconscription
| Candidats      | Candidats      | Étiquette      | Premier tour | Premier tour |
| Candidats      | Candidats      | Étiquette      | Voix         | %            |
| -------------- | -------------- | -------------- | ------------ | ------------ |
|                | Louis Savoye   | Bonapartiste   | 8 412        | 87,22        |
|                | Grimaud        | Républicain    | 1 233        | 12,78        |
|                |                |                |              |              |
| Inscrits       | Inscrits       | Inscrits       | 15 241       | 100,00       |
| Votants        | Votants        | Votants        | 10 834       | 71,08        |
| Abstention     | Abstention     | Abstention     | 4 407        | 28,92        |
| Blancs et nuls | Blancs et nuls | Blancs et nuls | 1 189        | 10,97        |
| Exprimés       | Exprimés       | Exprimés       | 9 645        | 89,03        |